# Berosus luridus
Berosus luridus är en skalbaggsart som först beskrevs av Carl von Linné 1761.  Berosus luridus ingår i släktet Berosus, och familjen palpbaggar. Arten är reproducerande i Sverige.